# Liste der Biografien/Friedl
Liste der Biografien |
Portal Biografien |
Personensuche
# |
A |
B |
C |
D |
E |
F |
G |
H |
I |
J |
K |
L |
M |
N |
O |
P |
Q |
R |
S |
T |
U |
V |
W |
X |
Y |
Z |
?
 
Fa |
Fe |
Ff |
Fh |
Fi |
Fj |
Fk |
Fl |
Fm |
Fn |
Fo |
Fr |
Ft |
Fu |
Fy
 
Fra |
Frc |
Fre |
Frg |
Fri |
Frk |
Frl |
Fro |
Frr |
Fru |
Fry
 
Fria |
Frib |
Fric |
Frid |
Frie |
Frig |
Frih |
Frii |
Frij |
Frik |
Fril |
Frim |
Frin |
Frio |
Frip |
Frir |
Fris |
Frit |
Friv |
Friz
 
Frieb |
Fried |
Frief |
Frieg |
Frieh |
Friel |
Friem |
Frien |
Frier |
Fries |
Friet |
Friew |
Friez
 
Frieda |
Friedb |
Friede |
Friedh |
Friedi |
Friedj |
Friedk |
Friedl |
Friedm |
Friedr |
Frieds |
Friedt |
Friedw
Die Liste der Biografien führt alle Personen auf, die in der deutschsprachigen Wikipedia einen Artikel haben. Dieses ist eine Teilliste mit 188 Einträgen von Personen, deren Namen mit den Buchstaben „Friedl“ beginnt.

## Friedl
- Friedl, Achim (* 1955), Direktor in der Bundespolizei
- Friedl, Anton (* 1958), österreichischer Verfahrenstechniker und Hochschullehrer
- Friedl, Birgit (* 1958), deutsche Wirtschaftswissenschaftlerin
- Friedl, Christa (1935–2019), deutsche Politikerin (SPD), MdA
- Friedl, Christian (* 1971), deutscher Brigadegeneral der Bundeswehr
- Friedl, Christian (1987–2016), österreichischer Fußballspieler
- Friedl, Christoph (* 1992), österreichischer Fußballspieler
- Friedl, Christoph von (* 1976), österreichischer Schauspieler
- Friedl, Claudia (* 1960), Schweizer Politikerin (SP)
- Friedl, Daniel (* 1989), deutscher Schauspieler und HörspielsprecherDaniel Friedl (* 1989)

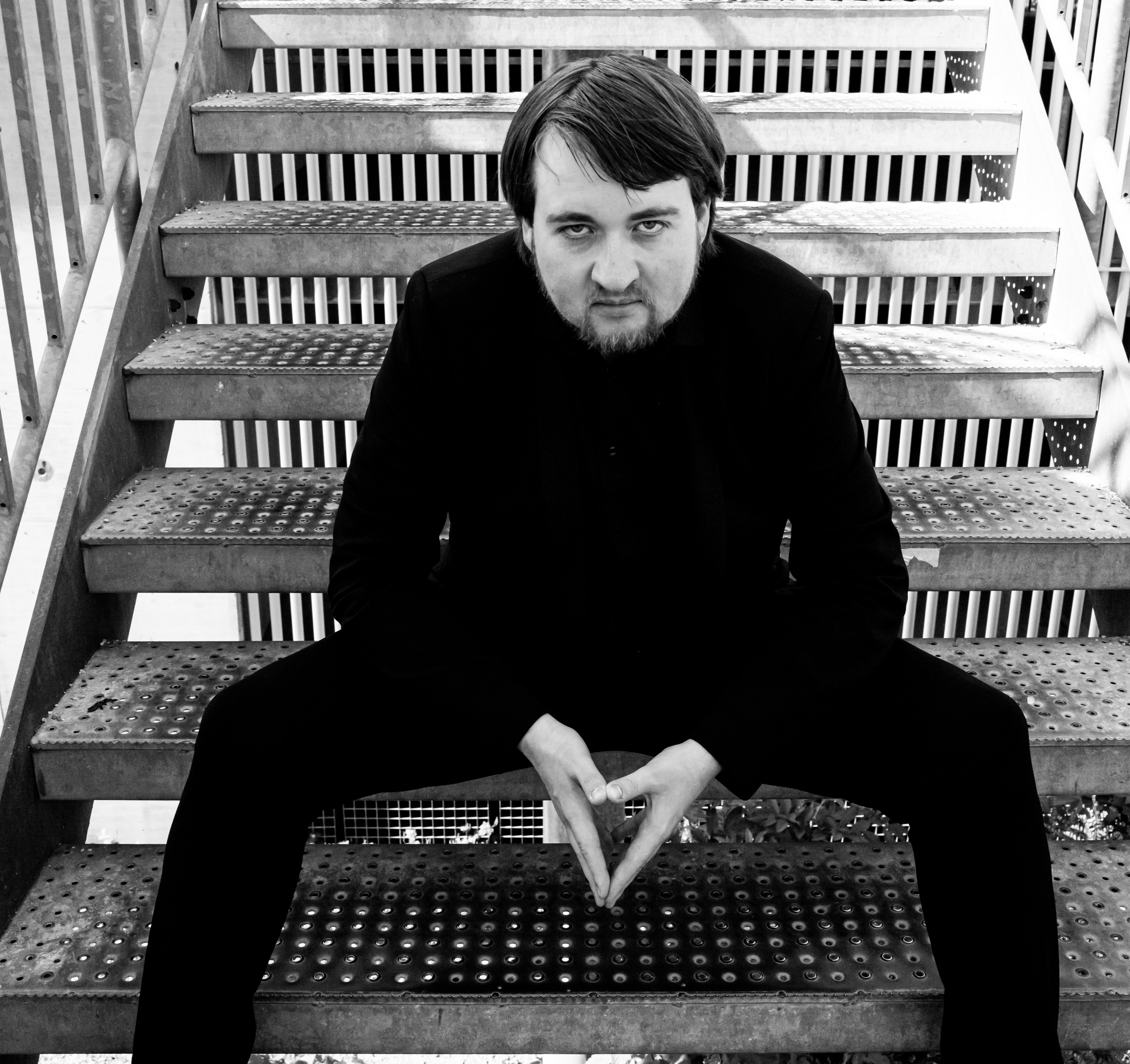
Daniel Friedl (* 1989)

- Friedl, Ernestine (1920–2015), US-amerikanische Kulturanthropologin
- Friedl, Eva-Maria Grein von (* 1980), deutsche Schauspielerin und Musicaldarstellerin
- Friedl, Felix (* 1996), österreichischer Beachvolleyballspieler
- Friedl, Franz R. (1892–1977), österreichischer Bratschist, Komponist und Filmkomponist
- Friedl, Franziska (* 1997), österreichische Beachvolleyballspielerin
- Friedl, Fritz von (1901–1971), österreichischer Kameramann
- Friedl, Fritz von (1941–2024), österreichischer Film- und Theaterschauspieler
- Friedl, Gerhard (1967–2009), österreichischer Filmemacher
- Friedl, Gunther (* 1971), deutscher Wirtschaftswissenschaftler, Dekan der TUM School of Management
- Friedl, Hans (* 1957), deutscher Politiker (Freie Wähler), MdL
- Friedl, Hans Peter (* 1960), deutscher Unfallmediziner und Hochschullehrer
- Friedl, Harald (* 1958), österreichischer Schriftsteller
- Friedl, Herbert (1943–2018), österreichischer Maler, Grafiker, Raum- und Objektgestalter
- Friedl, Hermann (1920–1988), österreichischer Mediziner und Schriftsteller
- Friedl, Herwig (1944–2022), deutscher Amerikanist
- Friedl, Inge (* 1959), österreichische Historikerin und Museumspädagogin
- Friedl, Johann (1812–1886), österreichischer Stadtbaumeister
- Friedl, Josef, österreichischer Architekt
- Friedl, Jürgen (* 1959), deutscher Fußballspieler
- Friedl, Jürgen (* 1981), österreichischer Fußballspieler und -trainer
- Friedl, Karin Bettina (* 1940), deutsche Amerikanistin
- Friedl, Karl (1884–1955), österreichischer Fleischhauer, Gastwirt und Politiker (ÖVP), Abgeordneter zum Nationalrat
- Friedl, Katharina (* 1978), deutsche Schauspielerin
- Friedl, Klaudia (* 1963), österreichische Politikerin (SPÖ), Abgeordnete zum Nationalrat
- Friedl, Leoš (* 1977), tschechischer Tennisspieler
- Friedl, Loni von (* 1943), österreichische Schauspielerin
- Friedl, Marco (* 1998), österreichischer FußballspielerMarco Friedl (* 1998)

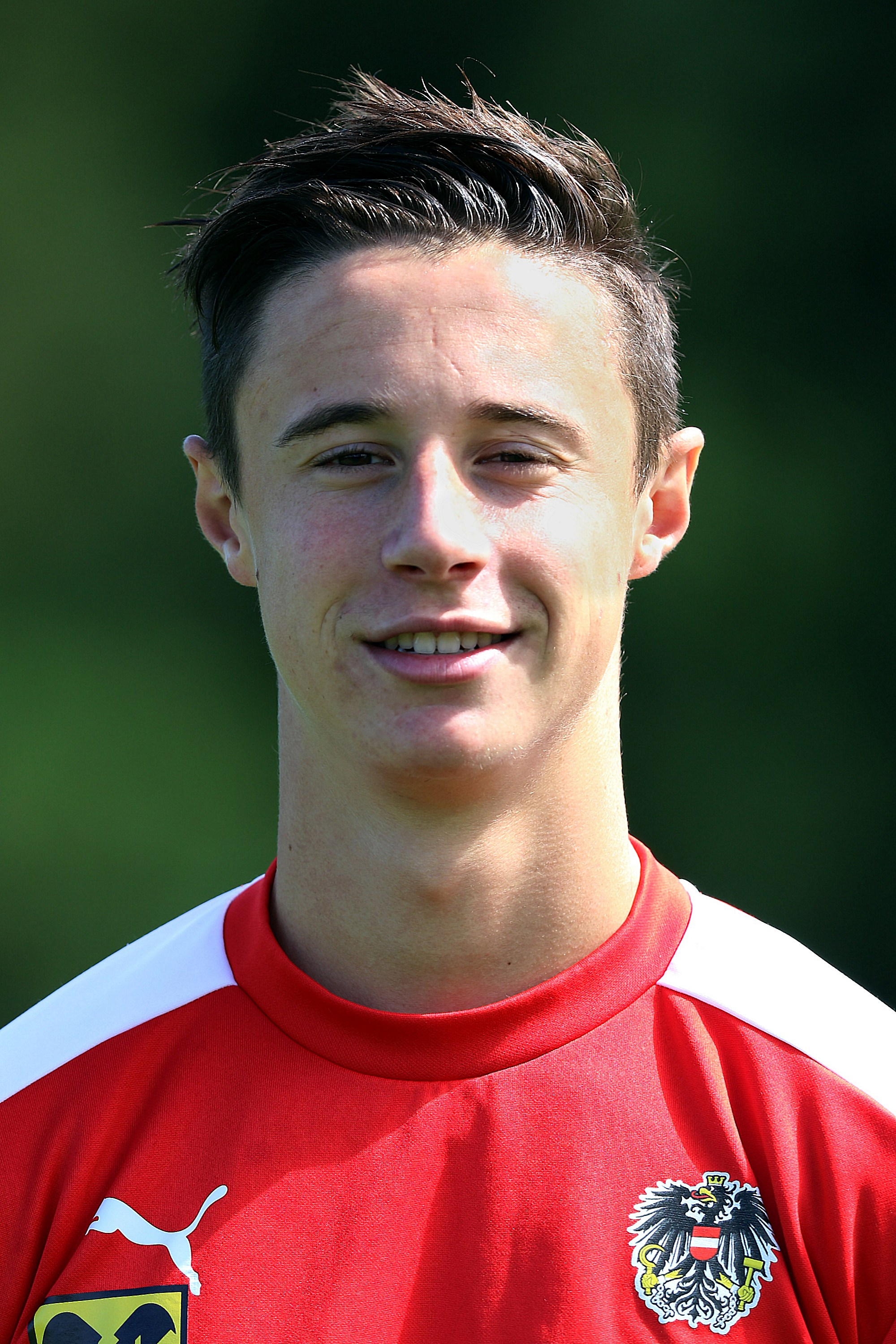
Marco Friedl (* 1998)

- Friedl, Patrick (* 1970), deutscher Politiker (Bündnis 90/Die Grünen), MdL
- Friedl, Paul (1902–1989), deutscher Schriftsteller
- Friedl, Peter (* 1960), österreichischer Künstler
- Friedl, Raimund (* 1988), österreichischer Fußballspieler
- Friedl, Reinhold (* 1948), deutscher Politologe, Sozialwissenschaftler und Krimi-Autor
- Friedl, Reinhold (* 1964), deutscher Komponist und Pianist
- Friedl, René (* 1967), deutscher Rennrodler und heutiger Rodelnationaltrainer Österreichs
- Friedl, Robert (* 1963), österreichischer Saxophonist und Komponist
- Friedl, Rudolf (1921–2007), österreichischer Bildhauer
- Friedl, Rudolf (* 1930), deutscher Maschinenbauingenieur
- Friedl, Sigmund (1851–1914), österreichischer Philatelist
- Friedl, Theodor (1842–1900), österreichischer Bildhauer
- Friedl, Thomas Peter (* 1967), deutscher Filmproduzent und Medienunternehmer
- Friedl, Uwe (* 1955), deutscher Kommunalpolitiker
- Friedl, Werner (* 1951), österreichischer Politiker (SPÖ), Landtagsabgeordneter
- Friedl-Meyer, Martha (1891–1962), Schweizer Chirurgin

### Friedla
- Friedlaender, Ann Fetter (1938–1992), amerikanische Wirtschaftswissenschaftlerin
- Friedlaender, Benedict (1866–1908), deutscher Zoologe und Sexualwissenschaftler
- Friedlaender, Dagobert (1826–1904), deutscher Bankier
- Friedlaender, Erich (1883–1958), deutscher Psychiater
- Friedlaender, Ernst (1895–1973), deutscher Publizist
- Friedlaender, Georg (1843–1914), deutscher Jurist und Amtsrichter
- Friedlaender, Henri (1904–1996), israelischer Typograf
- Friedlaender, Immanuel (1871–1948), deutscher Vulkanologe
- Friedlaender, Israel (1876–1920), Rabbiner, Lehrer und Bibelgelehrter
- Friedlaender, Johnny (1912–1992), deutsch-französischer Grafiker und Radierer
- Friedlaender, Lieselotte (1898–1973), deutsche Pressezeichnerin, Modezeichnerin, Gebrauchsgrafikerin und Malerin
- Friedlaender, Marguerite (1896–1985), deutsch-englische Keramikerin und Porzellangestalterin
- Friedlaender, Max (1852–1934), deutscher Musikwissenschaftler
- Friedlaender, Max (1853–1915), deutscher Jurist und Schriftsteller
- Friedlaender, Max (1873–1956), deutscher Jurist
- Friedlaender, Paul (1857–1923), deutscher Chemiker
- Friedlaender, Salomo (1871–1946), deutscher Philosoph und SchriftstellerSalomo Friedlaender (1871–1946)

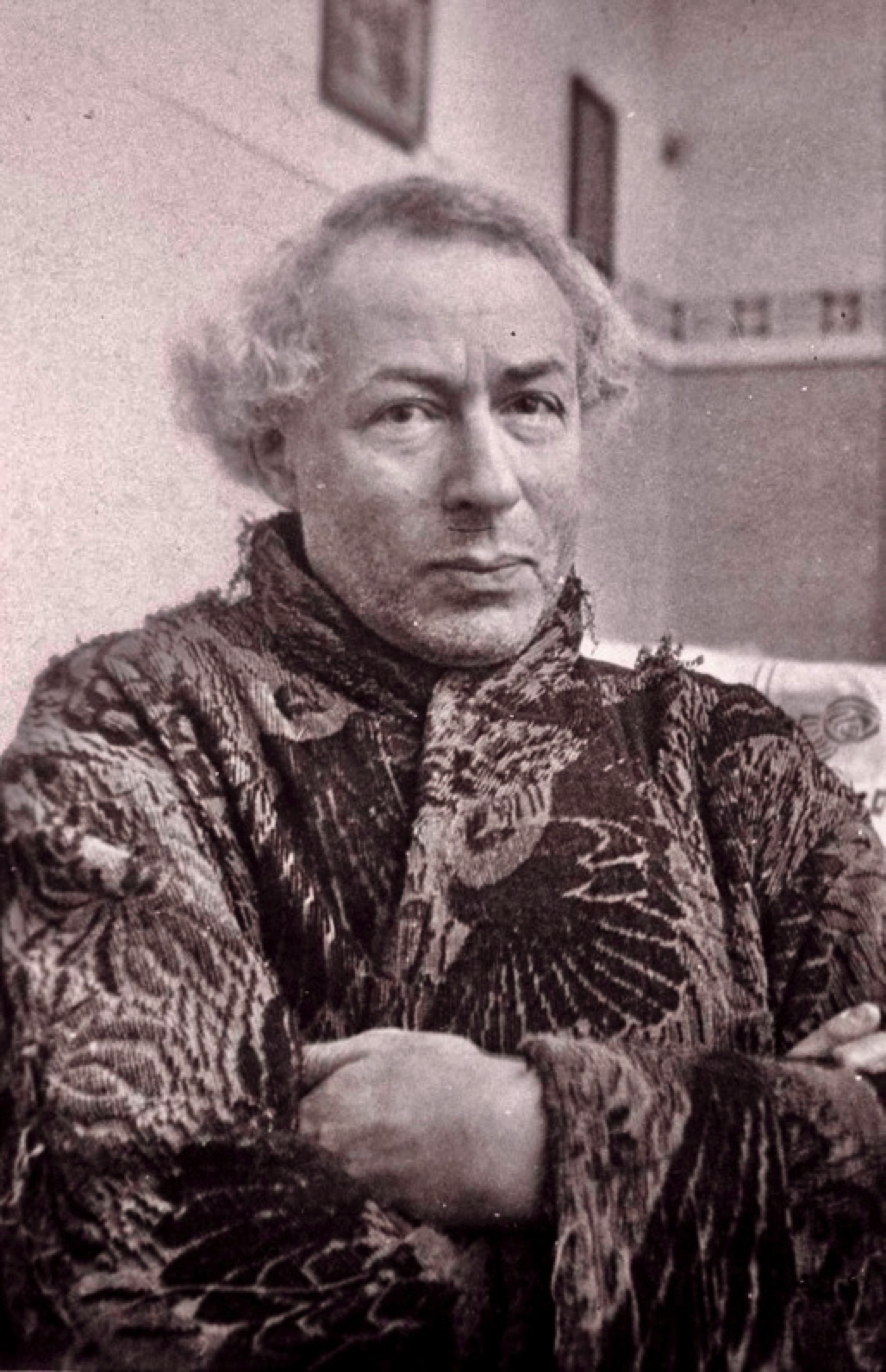
Salomo Friedlaender (1871–1946)

- Friedlaender, Thomas (* 1966), deutscher Musiker (Naturtrompete, Zink, Corno da tirarsi, Perkussion)
- Friedlaender, Walter (1873–1966), deutscher Kunsthistoriker
- Friedlaender-Fuld, Fritz von (1858–1917), deutscher Montan-Unternehmer
- Friedlaender-Prechtl, Robert (1874–1950), österreichisch-deutscher Unternehmer, Publizist und Schriftsteller
- Friedland, Alex (* 1990), deutscher Schauspieler
- Friedland, Helene Charlotte von (1754–1803), brandenburgische Adlige und Gutsherrin
- Friedland, Klaus (1920–2010), deutscher Historiker, Archivar und Bibliothekar
- Friedland, Martin (1881–1940), deutscher Komponist und Musikschriftsteller
- Friedland, Martin (* 1932), kanadischer Jurist und Schriftsteller
- Friedland, Max (1892–1980), deutscher Filmfirmenmanager
- Friedland, Natan (1808–1883), Rabbiner
- Friedland, Shmuel (* 1944), israelischer Mathematiker
- Friedland, Valentin (1490–1556), humanistischer Schulmann
- Friedländer, Adolf Albrecht (1870–1949), österreichischer Psychiater
- Friedländer, Adolph (1851–1904), deutscher Lithograf
- Friedlander, Albert H. (1927–2004), US-amerikanischer Rabbiner und Vertreter des liberalen Judentums
- Friedländer, Alexander (1819–1858), deutscher Hochschullehrer und Aktivist der Deutschen Revolution 1848/49
- Friedländer, Alfred (1860–1933), österreichischer Maler
- Friedländer, Amalie (1800–1838), Cousine des Dichters Heinrich Heine
- Friedländer, Benoni (1773–1858), deutscher Privatgelehrter und Münzsammler
- Friedländer, Bernhard (1881–1941), Gold- und Silberschmied sowie Steinfasser
- Friedländer, Camilla (1856–1928), österreichische Malerin
- Friedländer, Carl (1847–1887), deutscher Pathologe und Mikrobiologe
- Friedländer, David (1750–1834), deutscher Fabrikant und Autor, der sich für die Emanzipation der Juden in Berlin einsetzteDavid Friedländer (1750–1834)

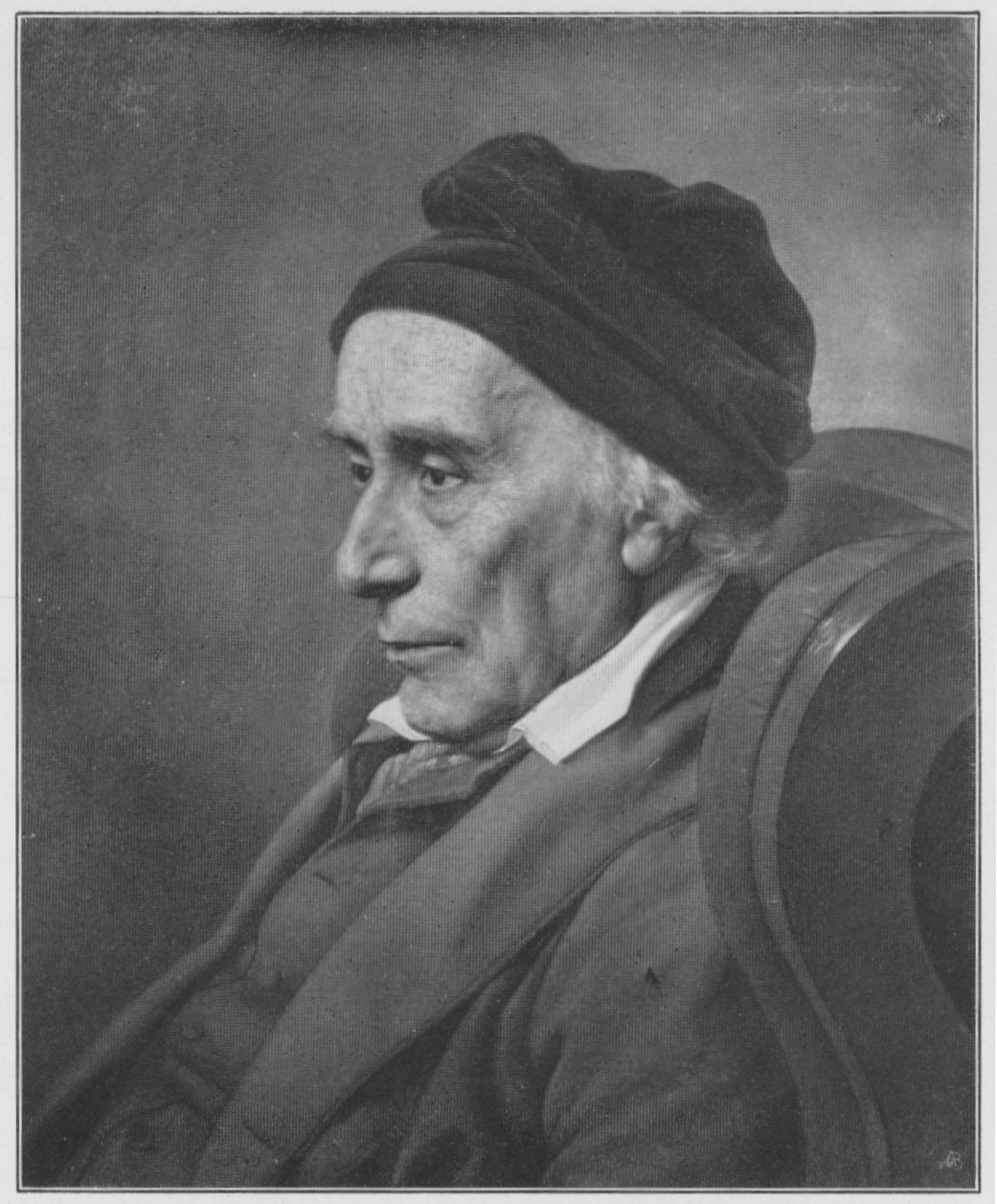
David Friedländer (1750–1834)

- Friedlander, Eli (* 1960), israelischer Philosoph
- Friedländer, Elizabeth (1903–1984), deutsch-englische Typografin, Kalligrafin und Designerin
- Friedländer, Emil Gottlieb (1805–1878), deutscher Archivar
- Friedlander, Eric (* 1944), US-amerikanischer Mathematiker
- Friedländer, Erich (1901–1997), deutsch-amerikanischer Chemiker
- Friedlander, Erik (* 1960), US-amerikanischer Cellist, Komponist und Bandleader des Free und Creative Jazz
- Friedländer, Ernst (1841–1903), deutscher Archivar
- Friedlander, Frederick Gerard (1917–2001), britischer Mathematiker
- Friedländer, Friedrich (1825–1901), österreichischer Maler
- Friedländer, Fritz (1901–1980), deutsch-australischer Journalist
- Friedlander, Gerhart (1916–2009), deutschamerikanischer Nuklearchemiker
- Friedländer, Günter (1914–1994), deutscher Rabbiner in Südamerika
- Friedländer, Günther (1902–1975), deutsch-israelischer Pharmazieunternehmer
- Friedländer, Hans-Joachim (1915–2005), deutscher DBD-Funktionär
- Friedländer, Hans-Peter (1920–1999), Schweizer Fußballspieler
- Friedländer, Hedwig (1863–1945), österreichische Stillleben-, Genre- und Porträtmalerin
- Friedlander, Henry (1930–2012), amerikanischer Historiker, Hochschullehrer sowie Überlebender des Holocaust
- Friedländer, Hugo (1847–1918), deutscher Journalist und Gerichtsreporter
- Friedländer, Iossif Naumowitsch (1913–2009), sowjetisch-russischer Werkstoffwissenschaftler
- Friedländer, Irma (1889–1942), Opfer des Holocaust
- Friedländer, Johann (1882–1945), Feldmarschallleutnant des ersten österreichischen Bundesheeres
- Friedlander, John (* 1941), kanadischer Mathematiker
- Friedländer, Joseph Abraham (1753–1852), deutscher Rabbiner
- Friedlander, Judah (* 1969), US-amerikanischer Schauspieler und KomikerJudah Friedlander (* 1969)

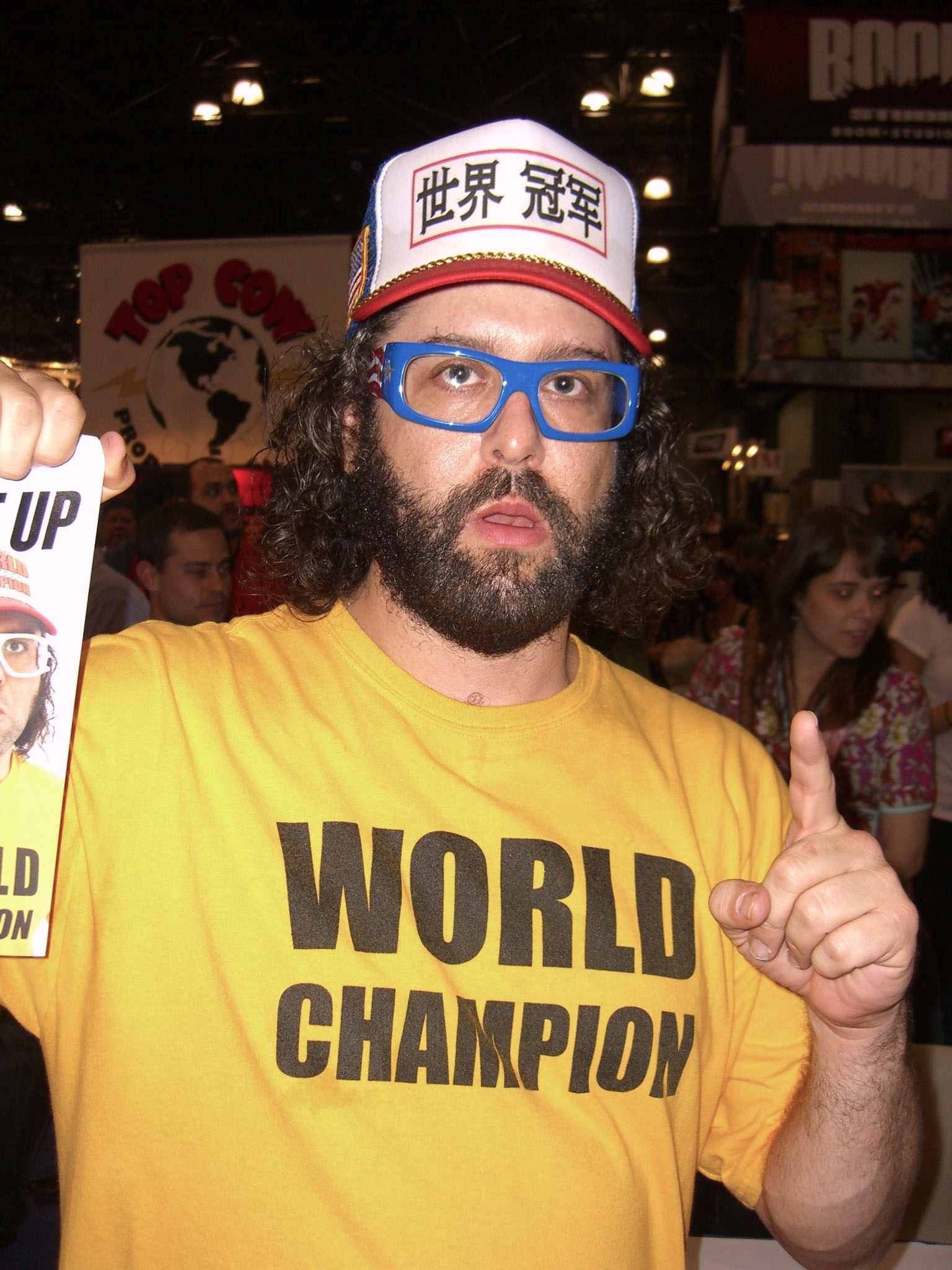
Judah Friedlander (* 1969)

- Friedländer, Julius (1813–1884), deutscher Numismatiker
- Friedländer, Julius (1820–1889), deutscher Verleger, Buch-, Musikalien- und Instrumentenhändler
- Friedländer, Julius (1827–1882), deutscher Buchhändler und Antiquar
- Friedländer, Julius (1834–1892), deutscher Bankier und Politiker (DFP), MdR
- Friedländer, Kate (1902–1949), österreichisch-britische Psychiaterin und Psychoanalytikerin
- Friedländer, Konrad (1831–1896), deutscher Gymnasialpädagoge und Turnpionier
- Friedlander, Lee (* 1934), US-amerikanischer Fotograf
- Friedländer, Ludwig (1824–1909), deutscher Klassischer Philologe und Kulturhistoriker
- Friedländer, Ludwig Hermann (1790–1851), deutscher Mediziner und Hochschullehrer
- Friedlander, Marcus, US-amerikanischer Kameramann und Filmproduzent
- Friedländer, Margot (1917–1998), deutsche Jazz- und Schlagersängerin
- Friedländer, Margot (1921–2025), deutsche Holocaust-Überlebende und -ZeuginMargot Friedländer (1921–2025)

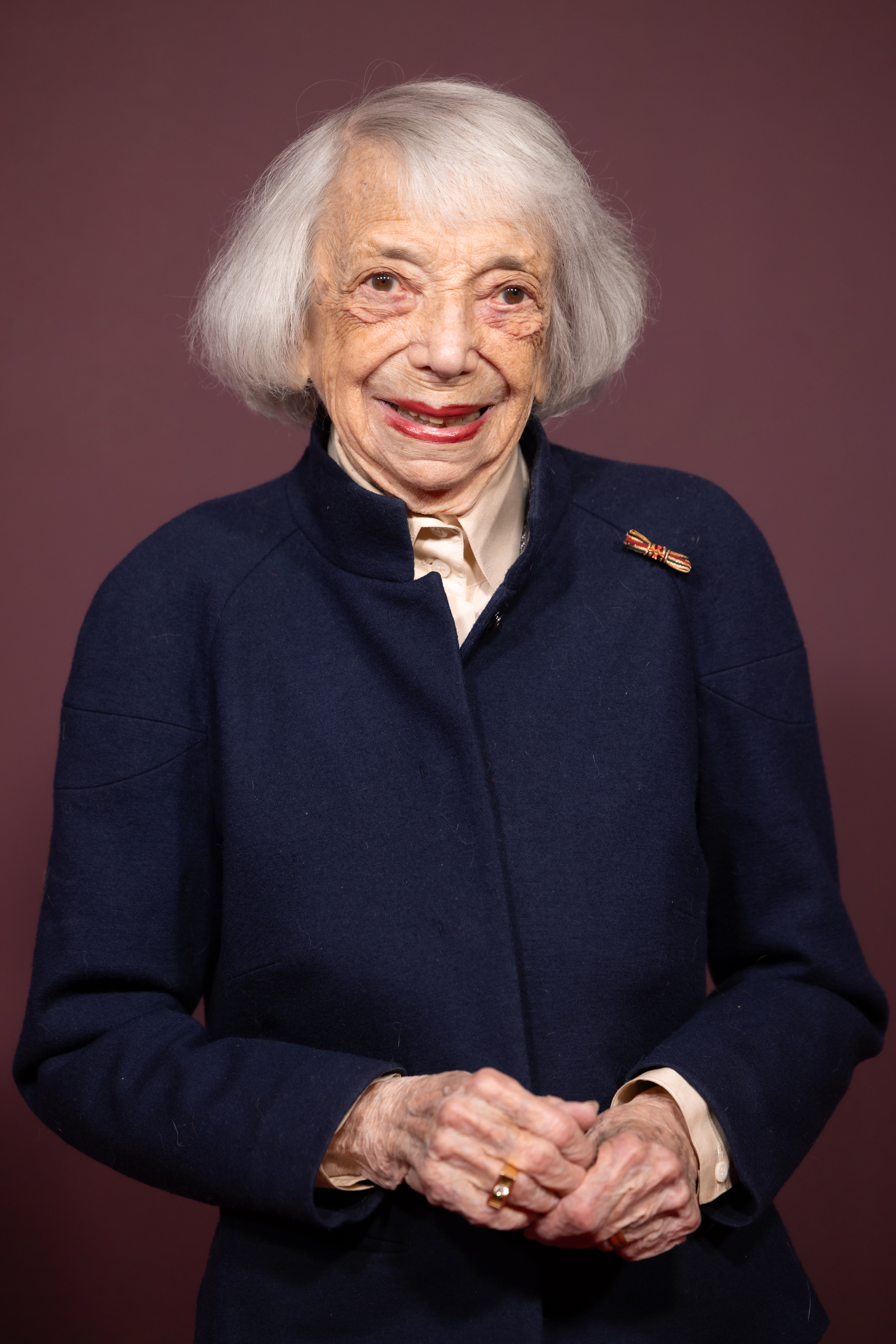
Margot Friedländer (1921–2025)

- Friedländer, Martha (1896–1978), deutsche Pädagogin, Exilantin, Pionierin der Sprachheilerziehung
- Friedlander, Marti (1928–2016), neuseeländische Fotografin
- Friedländer, Max (1829–1872), deutsch-österreichischer Journalist und Publizist
- Friedländer, Max (1841–1909), deutscher Mediziner
- Friedländer, Max J. (1867–1958), deutscher Kunsthistoriker
- Friedländer, Michael (1767–1824), deutscher Mediziner
- Friedlander, Michal, Kulturhistorikerin und Kuratorin
- Friedlander, Mona (1914–1993), englische Nationalspielerin im Eishockey und Pilotin
- Friedländer, Moritz (1822–1911), deutscher Verleger
- Friedländer, Moritz (1844–1919), österreichisch-ungarischer Pädagoge, Privatgelehrter und Religionshistoriker
- Friedländer, Otto (1889–1963), österreichischer Schriftsteller und Pazifist
- Friedländer, Otto (1897–1954), deutscher Schriftsteller, Journalist und Politiker (SPD)
- Friedländer, Paul (1882–1968), deutscher Philologe
- Friedländer, Paul (* 1891), deutsch-österreichischer Politiker (KPÖ, KPD) und Journalist
- Friedländer, Ralph (* 1959), Präsident des Schweizerischen Israelitischen Gemeindebunds
- Friedländer, Richard (1881–1939), deutsch-jüdischer Kaufmann, Stiefvater von Magda GoebbelsRichard Friedländer (1881–1939)

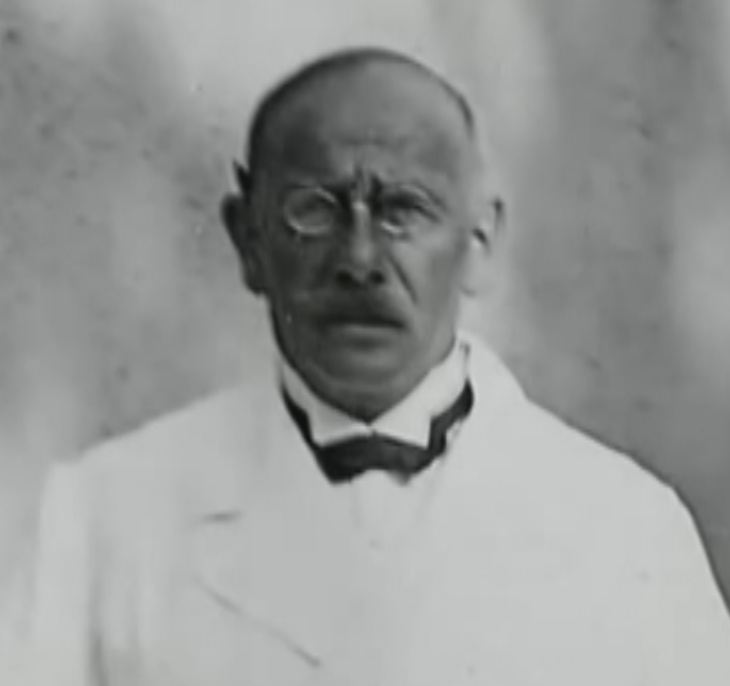
Richard Friedländer (1881–1939)

- Friedländer, Salomon († 1860), jüdischer Prediger und Autor
- Friedländer, Saul (* 1932), israelischer Historiker
- Friedlander, Sheldon Kay (1927–2007), US-amerikanischer Aerosolforscher
- Friedländer, Sophie (1905–2006), deutsch-britische Reformpädagogin, Emigrantin
- Friedlander, Susan (* 1946), US-amerikanische Mathematikerin
- Friedländer, Thekla (* 1849), deutsche Sozialreformerin
- Friedländer, Vera (1928–2019), deutsche Schriftstellerin und Überlebende des Holocaust
- Friedländer, Walter (1891–1984), deutschamerikanischer Sozialpädagoge
- Friedländer-Abel, Hedwig von (1870–1930), österreichische Musikkritikerin und Musikschriftstellerin

### Friedle
- Friedle, Wilhelm (1889–1935), deutscher Ingenieur
- Friedleben, Alexander (1819–1878), Politiker der Freien Stadt Frankfurt
- Friedleben, Friedrich (1835–1920), deutscher Jurist, Vorsitzender der Frankfurter Stadtverordnetenversammlung und Abgeordneter des Provinziallandtages der Provinz Hessen-Nassau
- Friedleben, Ilse (1893–1963), deutsche Tennisspielerin
- Friedleben, Julius (1820–1886), Jurist und Politiker Freie Stadt Frankfurt
- Friedlein, Christine (1862–1938), deutsche Sängerin (Alt)
- Friedlein, Gottfried (1828–1875), deutscher Lehrer und Mathematikhistoriker
- Friedlein, Herbert (1936–2021), deutscher Politiker (CSU)
- Friedlein, Roger (* 1967), deutscher Romanist
- Friedler, Egon (1932–2022), uruguayischer Journalist und Person des Judentums
- Friedler, Eric (* 1971), deutscher Fernsehjournalist

### Friedli
- Friedli, Bänz (* 1965), Schweizer Autor, Kabarettist und Sprachkünstler
- Friedli, Bendicht (1930–2014), Schweizer Maler und Arzt
- Friedli, Emanuel (1846–1939), Schweizer Schriftsteller
- Friedli, Esther (* 1977), Schweizer Politikerin (SVP)Esther Friedli (* 1977)

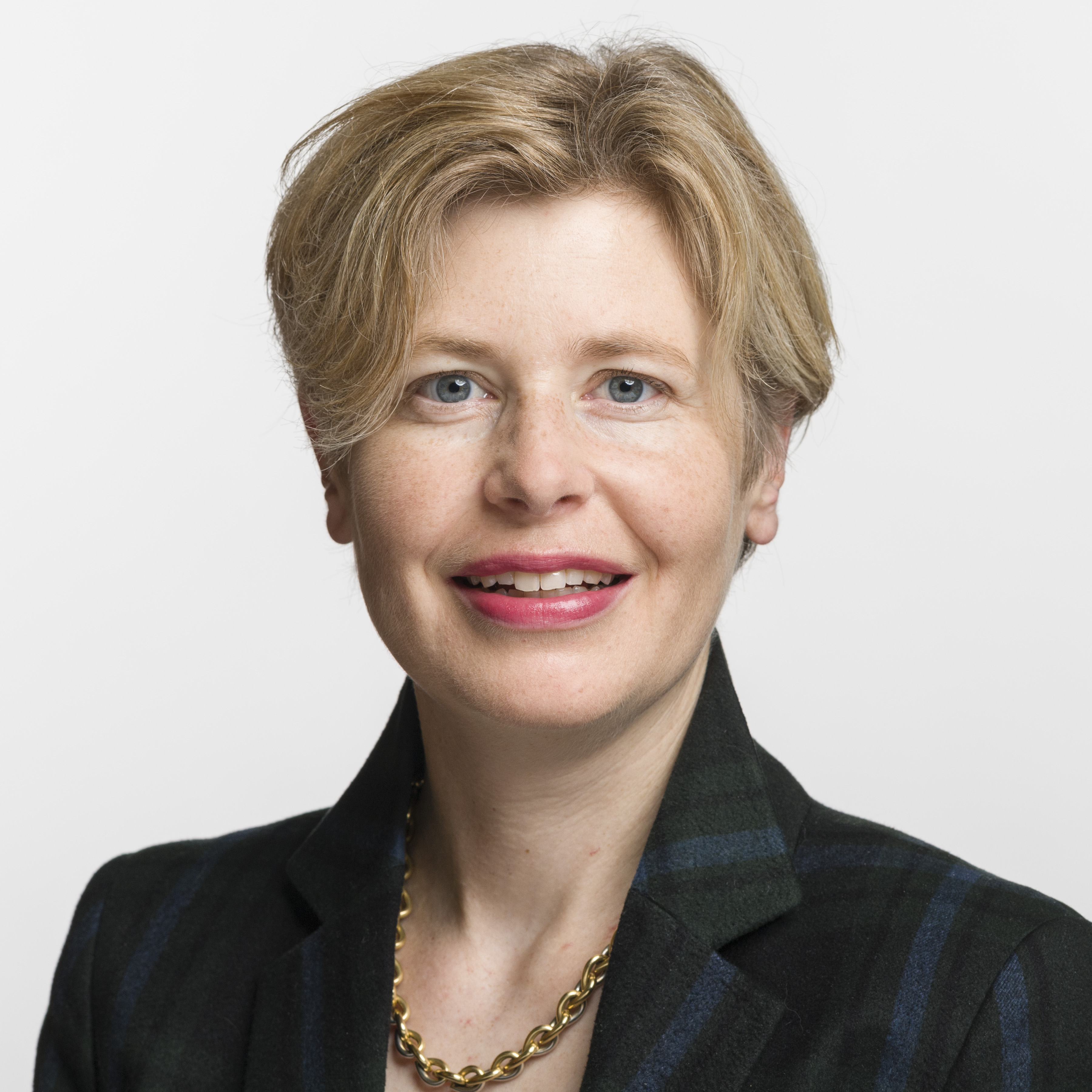
Esther Friedli (* 1977)

- Friedli, Gabriela (* 1963), Schweizer Pianistin und Komponistin
- Friedli, Irène, schweizerische Mezzo-Sopranistin
- Friedli, Julian (* 2006), Schweizer Beachvolleyballspieler
- Friedli, Lionel (* 1975), Schweizer Jazzmusiker
- Friedli, Martin (* 1974), Schweizer Handballspieler
- Friedli, Oliver (* 1977), Schweizer Jazzmusiker und Sounddesigner
- Friedli, Otto (1931–2008), US-amerikanischer Rocker
- Friedli, Peter (1925–2012), Schweizer Maler, Fotograf und Arzt
- Friedli, Richard (* 1937), Schweizer Religionswissenschaftler
- Friedli, Seraina (* 1993), Schweizer Fussballtorhüterin
- Friedli, Tobias (* 1978), Schweizer Jazzmusiker
- Friedli, Valentine (1929–2016), Schweizer Politikerin (SP)
- Friedli, Werner (1893–1936), Schweizer Mathematiker und Hochschullehrer
- Friedli, Werner (1910–1996), Schweizer Fotograf
- Friedlieb, Ernst (1815–1866), deutscher Jurist und Hochschullehrer
- Friedlieb, Joseph Heinrich (1810–1900), deutscher Theologe und Hochschullehrer
- Friedlieb, Konrad (1633–1714), deutscher Jurist
- Friedlieb, Philipp Heinrich (1603–1663), deutscher Theologe